# Théorie générale de l'État
La théorie générale de l'État (TGE) est une théorie de droit public cherchant à répondre à des questions sur la notion d'État, du type : quelle est l'essence de l'État ? Qu'est-ce qu'un État ? Quelles sont les prérogatives de l'État ?
Contrairement à ce que l'on[Qui ?] pourrait croire, la TGE n'est pas le point de départ d'un cours de droit public. En effet, il peut s'aborder après une étude approfondie du droit public.
Toutefois, la TGE permet d'expliquer certains principes généraux de droit public tels que la Souveraineté, l'école de Souveraineté, la distinction entre Peuple et Nation, la différence entre monisme et dualisme.
Enfin, la TGE s'étudie en partant de faits et surtout de textes historiques qui permettent de comprendre et de définir lesdits concepts. 

## Auteurs ayant contribué à la Théorie générale de l'État
Ces auteurs sont classés par ordre chronologique.
- Jean Bodin (XVIe siècle).
- Thomas Hobbes (XVIIe siècle).
- Montesquieu (XVIIe et XVIIIe siècles).
- Jean-Jacques Rousseau (XVIIIe siècle).
- Raymond Carré de Malberg (XIXe siècle).
- Hans Kelsen (XIXe siècle).
- Herbert Hart (XXe siècle).
- Robert-Édouard Charlier (XXe siècle).
- Olivier Beaud (XXe siècle).

## Œuvres importantes dans le développement de la Théorie générale de l'État
L'œuvre majeure de la TGE est le Léviathan de Thomas Hobbes. D'autres œuvres importantes sont :
- Exposé de droit universel, de Jean Bodin.
- L'esprit des lois, de Montesquieu.
- Discours sur l'origine et les fondements de l'inégalité, de Jean-Jacques Rousseau.
- Du contrat social, de Jean-Jacques Rousseau.
- Contribution à la Théorie générale de l'État, de Raymond Carré de Malberg.
- Théorie pure du droit, de Hans Kelsen.
- La démocratie, sa nature, sa valeur, de Hans Kelsen.
- Le concept de droit, de Herbert Hart.
- L'État et son Droit, de Robert-Édouard Charlier
- La puissance de l'État, d'Olivier Beaud.
- La notion de l'État, de Alexandre Passerin d'Entrèves